# Heut ist ein wunderschöner Tag
Heut ist ein wunderschöner Tag ist ein deutsches Wanderlied, dessen Worte und Weise vom Komponisten Siegfried Köhler stammen. Es entstand vermutlich 1942 und gehörte in der DDR zu seinen bekanntesten Kompositionen. Siegfried Köhler verwendete das Lied 1952 auch in seiner gleichnamigen Liedkantate für Chor und Orchester op. 7.